# Lehtosaari (ö i Kajanaland, Kehys-Kainuu, lat 65,32, long 28,94)
Lehtosaari är en ö i Finland. Den ligger i sjön Piispajärvi och i kommunen Suomussalmi i den ekonomiska regionen  Kehys-Kainuu  och landskapet Kajanaland, i den nordöstra delen av landet, 600 km norr om huvudstaden Helsingfors. Öns area är 26,6 hektar och dess största längd är 0,8 kilometer i sydöst-nordvästlig riktning.